# Glenn Murray
Glenn Murray (ur. 25 września 1983 w Maryport) – angielski piłkarz, który występował na pozycji napastnika. Najwięcej występów w swojej karierze zaliczył dla angielskiego Brighton & Hove Albion.
Występował również m.in. w takich klubach jak: Crystal Palace, Rochdale, A.F.C. Bournemouth czy Carlisle United.
W sezonie 2012/13 został królem strzelców Championship z dorobkiem 30 bramek.

## Statystyki kariery
Stan na: 21 kwietnia 2019 r.
| Sezon   | Klub                    | Kraj   | Rozgrywki           | Mecze | Bramki |
| ------- | ----------------------- | ------ | ------------------- | ----- | ------ |
| 2004/05 | Carlisle United         | Anglia | Conference National | 19    | 2      |
| 2005/06 | Carlisle United         | Anglia | League Two          | 26    | 3      |
| 2006/07 | Carlisle United         | Anglia | League One          | 1     | 0      |
| 2006/07 | Stockport County (wyp.) | Anglia | League Two          | 11    | 3      |
| 2006/07 | Rochdale                | Anglia | League Two          | 12    | 4      |
| 2006/07 | Rochdale                | Anglia | League Two          | 19    | 12     |
| 2007/08 | Rochdale                | Anglia | League Two          | 23    | 9      |
| 2007/08 | Brighton & Hove Albion  | Anglia | League One          | 21    | 8      |
| 2008/09 | Brighton & Hove Albion  | Anglia | League One          | 23    | 11     |
| 2009/10 | Brighton & Hove Albion  | Anglia | League One          | 32    | 12     |
| 2010/11 | Brighton & Hove Albion  | Anglia | League One          | 42    | 22     |
| 2011/12 | Crystal Palace          | Anglia | Championship        | 37    | 6      |
| 2012/13 | Crystal Palace          | Anglia | Championship        | 42    | 30     |
| 2013/14 | Crystal Palace          | Anglia | Premier League      | 14    | 1      |
| 2014/15 | Crystal Palace          | Anglia | Premier League      | 17    | 7      |
| 2014/15 | Reading (wyp.)          | Anglia | Championship        | 17    | 8      |
| 2015/16 | Crystal Palace          | Anglia | Premier League      | 2     | 0      |
| 2015/16 | Bournemouth             | Anglia | Premier League      | 19    | 3      |
| 2016/17 | Brighton & Hove Albion  | Anglia | Championship        | 45    | 23     |
| 2017/18 | Brighton & Hove Albion  | Anglia | Premier League      | 35    | 12     |
| 2018/19 | Brighton & Hove Albion  | Anglia | Premier League      | 38    | 13     |